# Dentectus
Dentectus is een monotypisch geslacht van straalvinnige vissen uit de familie van de harnasmeervallen (Loricariidae).

## Soort
- Dentectus barbarmatus Martín Salazar, Isbrücker & Nijssen, 1982